# Hôtel de Cuillé
Pour les articles homonymes, voir Cuillé.
L’hôtel de Cuillé est un hôtel particulier situé à Rennes, 2 contour de la Motte, à l’est du quartier Centre, adossé au square de La Motte.

## Histoire
Propriété de la famille Renouard de Villayer, il fut acheté par la famille de Farcy de Cuillé qui le modifie de façon importante.

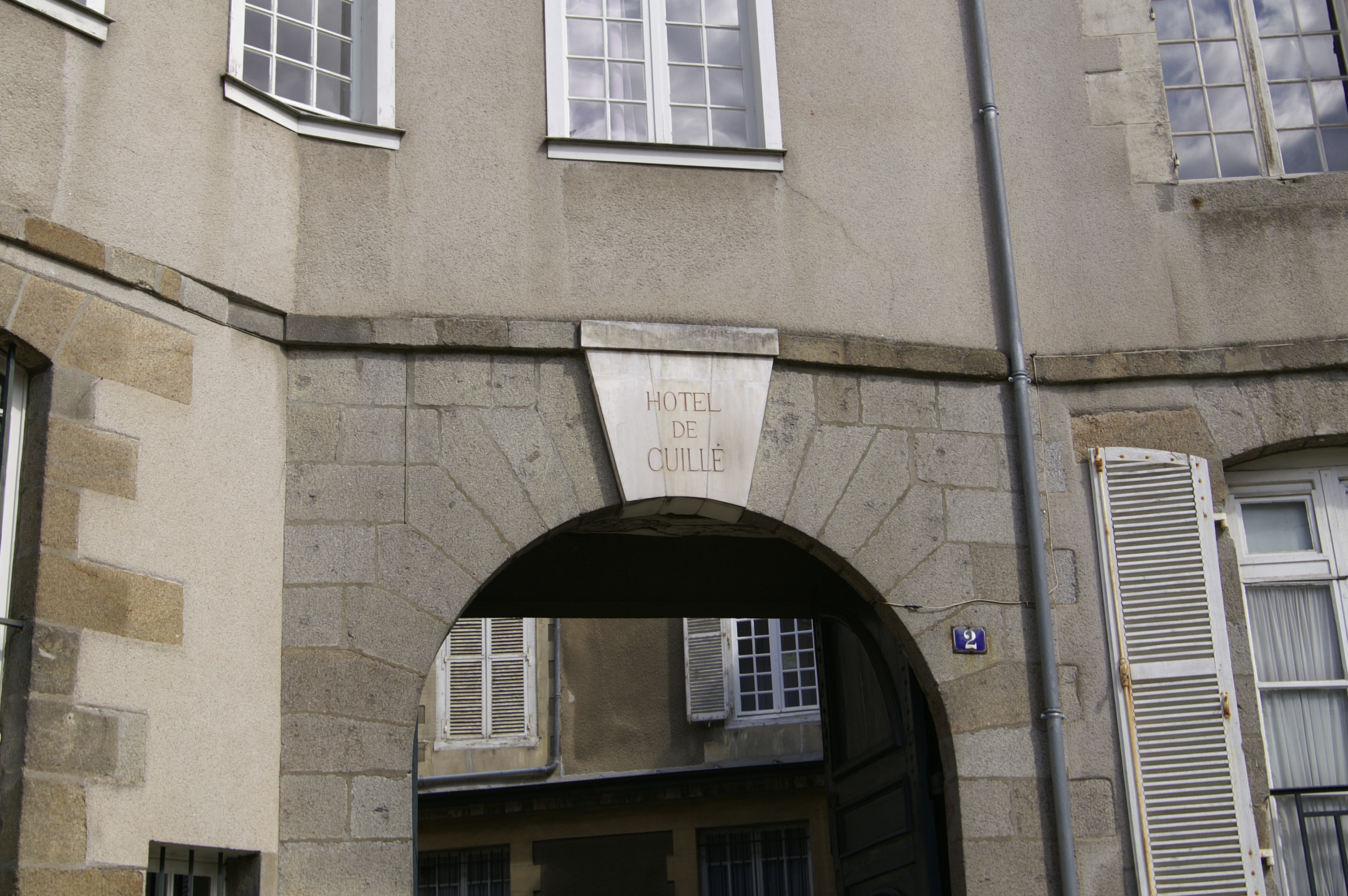
Porte d’entrée

Le 2 juin 1788, après que le Parlement de Bretagne se fut opposé au Roi, celui-ci lui interdit de se réunir et les troupes chassent les conseillers du palais. Jacques Gabriel Annibal de Farcy, un des présidents à mortier, leur propose de se réunir dans son hôtel.
L'hôtel est classé et inscrit monument historique depuis le 5 décembre 1973. Les façades et toitures sont inscrites tandis que l’escalier intérieur avec sa rampe en fer forgé et plusieurs pièces du premier étage et leur décor (le vestibule, la salle à manger, la chambre Nord, le salon et le petit salon) sont classés,.